# No Pelo em Campo Grande
No Pelo em Campo Grande é o terceiro álbum ao vivo da dupla sertaneja Hugo & Guilherme, lançado em 7 de dezembro de 2018. Foi o primeiro álbum da dupla a ser lançado pela Som Livre, gravadora na qual a dupla ficou desde então, o segundo a levar o nome No Pelo e o único com direção de Anselmo Troncoso e produção de Eduardo Pepato. O álbum, gravado em setembro de 2018 em Campo Grande, contém um repertório mesclado entre regravação de clássicos e músicas inéditas como Namorada Reserva, Toda Ida Pede Volta e Teste da Mãozinha e conta com participações especiais de Marília Mendonça e Henrique & Juliano. A música Namorada Reserva esteve na trilha sonora da novela A Dona do Pedaço, da Rede Globo, em 2019.

## Lista de faixas
| N.º            | Título | Compositor(es) | Artista original¹                                                       | Duração  |  |
| 1.             | "Conveniência" | Hugo Vezzani Diego Monteiro Vinicius Peres                                                                                             |                                                                         | 3:54     |  |
| 2.             | "Te Amei de Graça"                                                                                                | Junior Lobo Thawan Alves Henrique Batista Gustavo Moura Rafael Moura Junior Avelar Thales Gui Rafael Libi Allef Rodrigues              |                                                                         | 2:50     |  |
| 3.             | "Pot-Pourri: Nóis Enverga Mais Não Quebra / Chamada a Cobrar / Bão Também"                                        | Tião Pereira / Afonso Mendes Donizete / Tião Carreiro Pinocchio / César Menotti / Fabiano                                              | Gino & Geno Tião Carreiro & Pardinho César Menotti & Fabiano            | 3:54     |  |
| 4.             | "Prometo" | Vezzani |                                                                         | 3:04     |  |
| 5.             | "Namorada Reserva"                                                                                                | Henrique Casttro Elvis Elan Montenegro                                                                                                 |                                                                         | 2:56     |  |
| 6.             | "Pot-Pourri: Leão Domado / Vem Me Amar"                                                                           | Paiva / José Antônio Marcelo / Fabricio Matias                                                                                         | Chico Rey & Paraná Márcio & Marcelo                                     | 3:26     |  |
| 7.             | "Confronto" | Bruno Nunes Diego Silveira Lari Ferreira Nicolas Damasceno Rafa Borges                                                                 |                                                                         | 2:58     |  |
| 8.             | "Toda Ida Pede Volta" (part. Marília Mendonça)                                                                    | João Gustavo Murilo Atayde Filho Kleber Paraíba                                                                                        |                                                                         | 2:46     |  |
| 9.             | "Pot-Pourri: Amor Perfeito / Tô Fazendo Falta / As Quatro Estações" (part. Marília Mendonça e Henrique & Juliano) | Robson Jorge / Paulo Massadas / Michael Sullivan / Lincoln Olivetti Alvaro Socci / Lucca Ferreira Sandy / Alvaro Socci / Cláudio Matta | Roberto Carlos Joanna Sandy & Junior                                    | 4:30     |  |
| 10.            | "Teste da Mãozinha" (part. Henrique & Juliano)                                                                    | Ferreira Danilo Davilla Borges Silveira                                                                                                |                                                                         | 2:52     |  |
| 11.            | "Apaixãonada" | Denner Ferrari Jimmy Luzzo Gustavo Henrique Felipe Goffi                                                                               |                                                                         | 2:58     |  |
| 12.            | "Pot-Pourri: Me Dá o Seu Coração (Give Me Your Heart Tonight) / Pedindo Amor"                                     | Billy Livsey; versão: Rafael Dias Mauro / Maurício Gasperini                                                                           | Racyne & Rafael Mano a Mano                                             | 2:58     |  |
| 13.            | "Propriedade" | André Vox |                                                                         | 3:15     |  |
| 14.            | "Caçando O Cara"                                                                                                  | Ferrari Luciano Lima Paulo Motta Rick Monteiro                                                                                         |                                                                         | 3:08     |  |
| 15.            | "Pot-Pourri: Depois Que Você Matar Meu Coração / Tarde Demais / Desejo de Amar"                                   | César Augusto Chrystian Gabú / Marinheiro                                                                                              | Zezé Di Camargo & Luciano Zezé Di Camargo & Luciano João Paulo & Daniel | 4:06     |  |
| 16.            | "Pot-Pourri: Não Vivo Sem Você / Mel na Minha Boca / Fim da Noite"                                                | Luiz Carlos / Elias Muniz Carlos Colla / Nenéo Roque / Sérgio Caetano                                                                  | Gian & Giovani Grupo Desejos Adryana & A Rapaziada                      | 5:06     |  |
| 17.            | "Vamos Disputar"                                                                                                  | Americano Guilherme Neves Vezzani Victor Hugo                                                                                          |                                                                         | 2:53     |  |
| 18.            | "Tô Com Uns Rolo Aí"                                                                                              | Marília Mendonça Juliano Tchula |                                                                         | 2:51     |  |
| 19.            | "Pot-Pourri: Pra Mudar Minha Vida / Programa de Fim de Semana"                                                    | Augusto / Piska Nildomar Dantas / Ivan Medeiros                                                                                        | Zezé Di Camargo & Luciano Bruno & Marrone                               | 4:29     |  |
| Duração total: | Duração total: | Duração total: | Duração total:                                                          | 01:05:43 |  |

1. As canções em que o artista original não for indicado são prórpias de Hugo & Guilherme.
2. As canções inéditas estão marcadas em negrito.